# 烏斯佩尼夫卡 (別爾江斯克區)
47°3′37″N 36°35′54″E / 47.06028°N 36.59833°E
烏斯佩尼夫卡（烏克蘭語：Успенівка）是位於烏克蘭東南部的村莊，由扎波羅熱州別爾江斯克區的安德里伊夫卡市鎮負責管轄。該村始建於1921年，面積6.77平方公里，海拔高度95米，2001年人口1,218，人口密度每平方公里180人。